# TFF 1. 리그
TFF 1. 리그(튀르키예어: TFF 1. Lig)는 튀르키예의 2부 축구 리그이다. 공식적으로 리그 후원사의 명칭을 붙여 트렌디욜 1. 리그(Trendyol 1. Lig)라 부른다.
시즌이 끝나면 총 세 팀이 승격 할 수 있는데 우승, 준우승 팀은 쉬페르리그에 곧바로 승격한다. 3위팀은 승격 플레이오프 결승에 직행하며, 4위부터 7위팀은 플레이오프를 거쳐 한 팀이 결승에 올라 우승 팀이 승격을 한다.
하위 네 팀은 TFF 2. 리그로 강등 당한다.

## 2023 - 2024 리그 참가팀
- 아다나스포르
- 악히사르 벨레디예스포르
- 알타이 SK
- 앙카라스포르
- 볼루스포르
- 차이쿠르 리제스포르
- 데니즐리스포르
- 디야바키르스포르
- 가지안테프 부육셰히르스포르
- 가이순스포르
- 귄궤른 블디이예스포르
- 카르시야카 SK
- 카이세리 에르지예스스포르
- 메르신 이드만 유르두
- 오르두스포르
- 삼순스포르
- 타비살리 린이트스포르

## 같이 보기
- 쉬페르리그
- 튀르키예 쿠파스